# Matara
Matara (szingaléz:  මාතර , tamil: மாத்தறை) egy város Srí Lanka déli részén, a déli tartomány matarai körzetének központja és egyben a szigetország legdélibb városa.
Colombo-tól kb. 160 km-re délkeletre fekszik.  Lakossága mintegy 70 000 fő volt 2011-ben.
2004. december 26-án szökőár csapott le a partvidékre, tetemes károkat okozott és rengeteg emberéletet követelt.

## Látnivalók
- Szakrális építmények (Weragampita Rajamaha Viharaya templom, Matara Bodhiya buddhista templom, Szűz Mária-templom (Beach Road), Muhiyiddenil Jeelani-mecset stb.)
- Parey Dewa (vagy Parevi Dupatha) egy apró buddhista templom a tengerpart melletti sziklán
- Matara fort ramparts, 16. századi erőd sáncai
- Star fort, a Matara-erődhöz közel
- Nupe Dutch Market
- A kókuszpálmás tengerpart

## Galéria

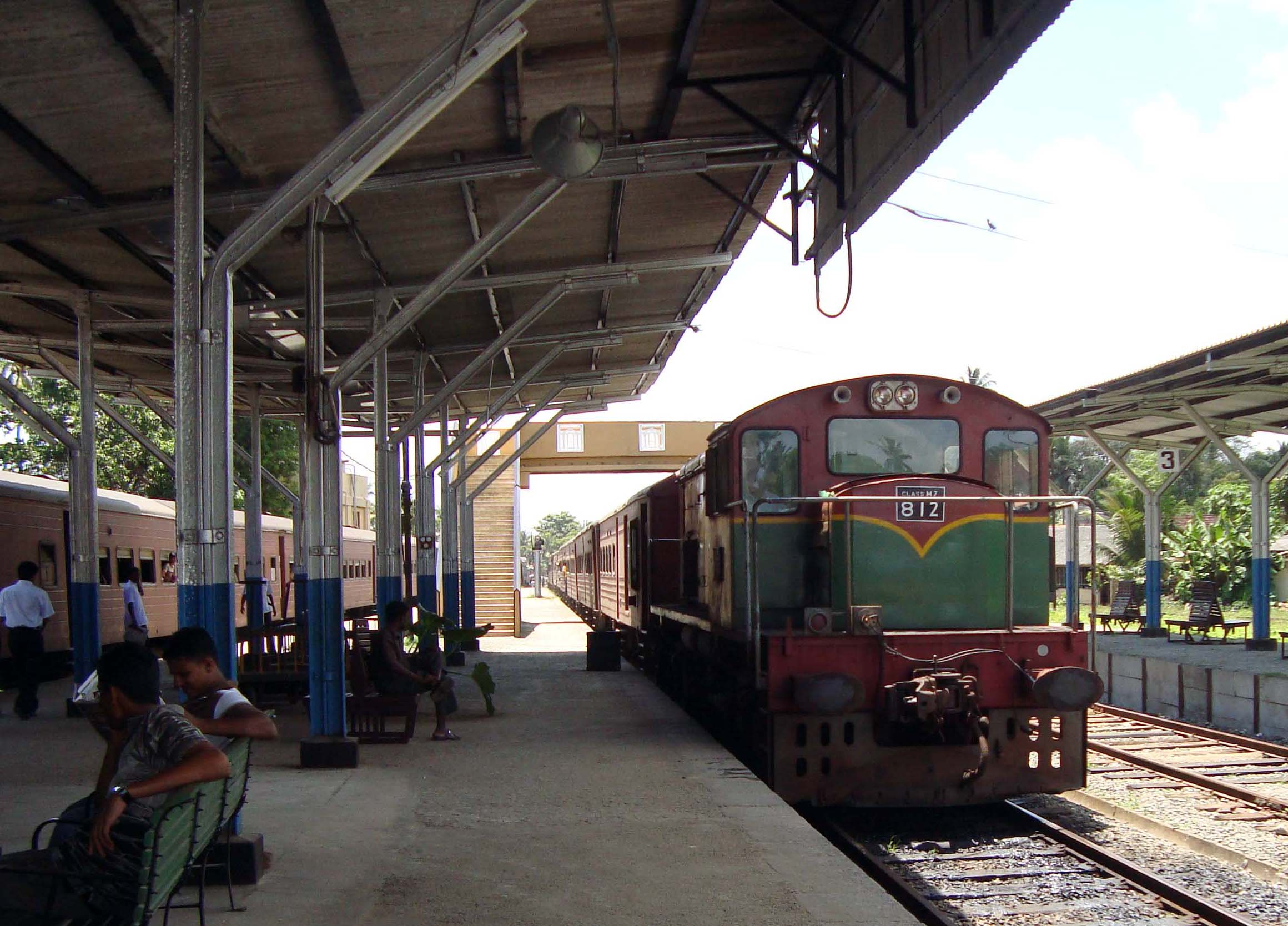
Vasútállomás
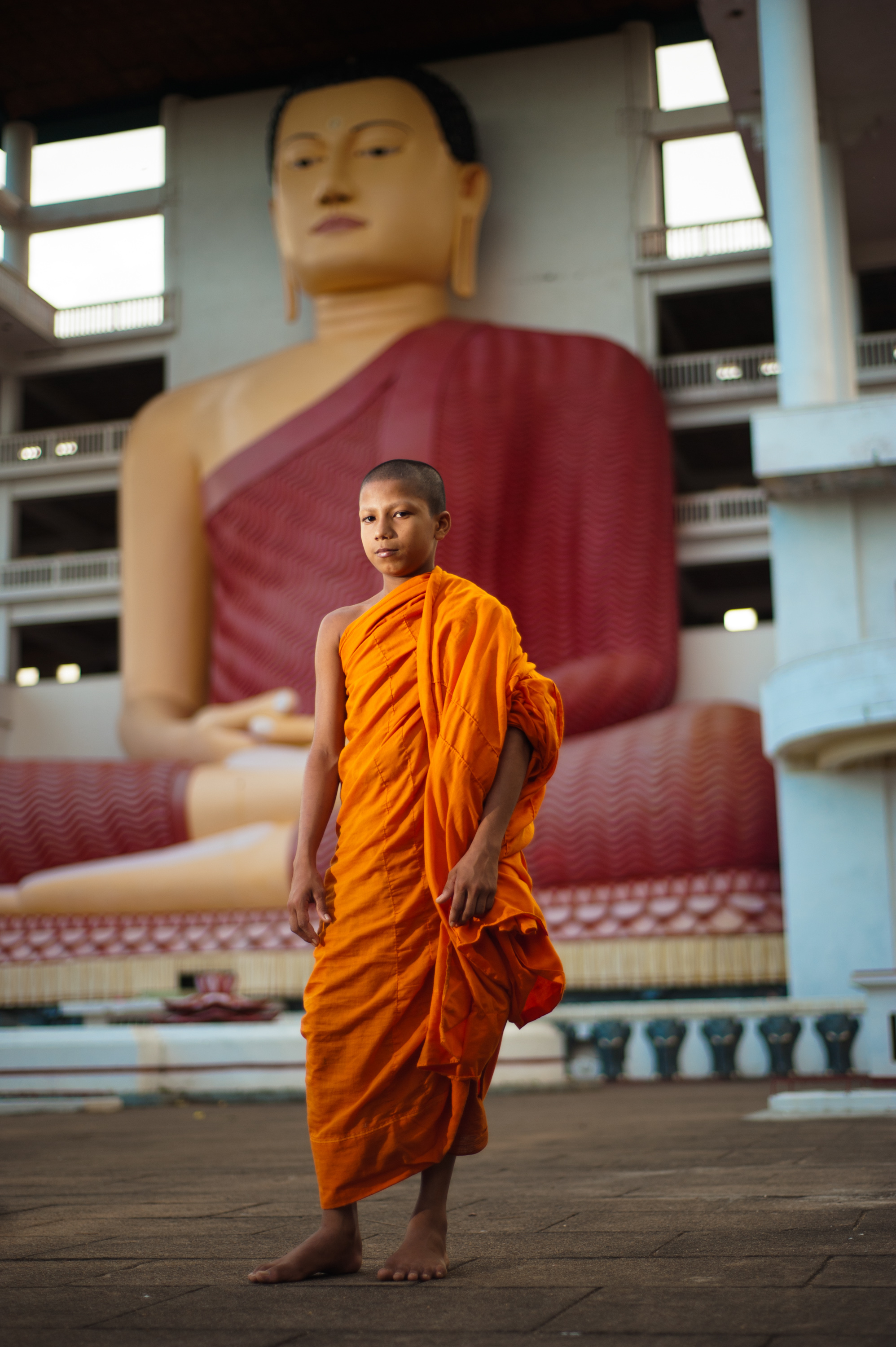
Buddha szobor és egy fiatal szerzetes, Weherahena templom
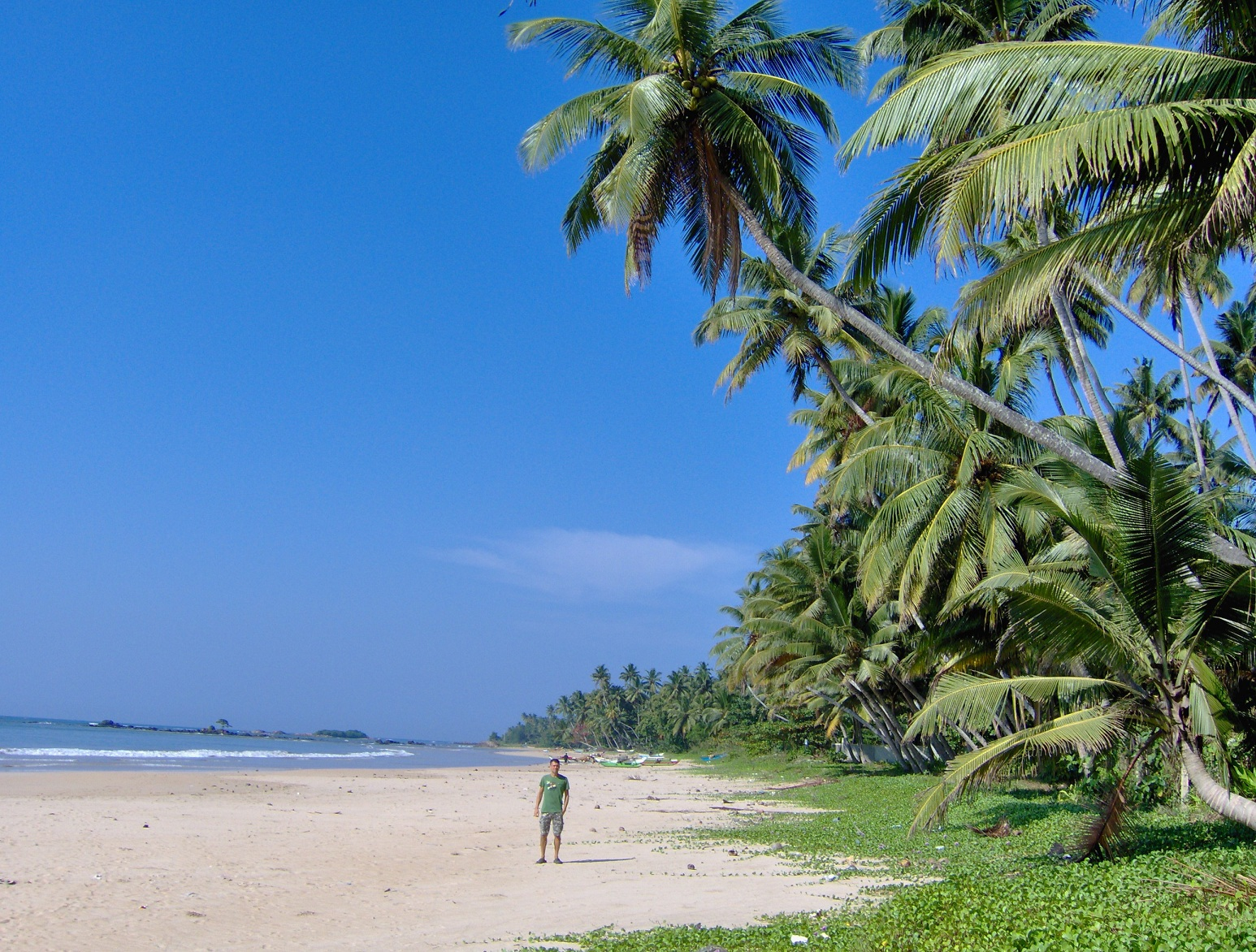
Tengerparti kép
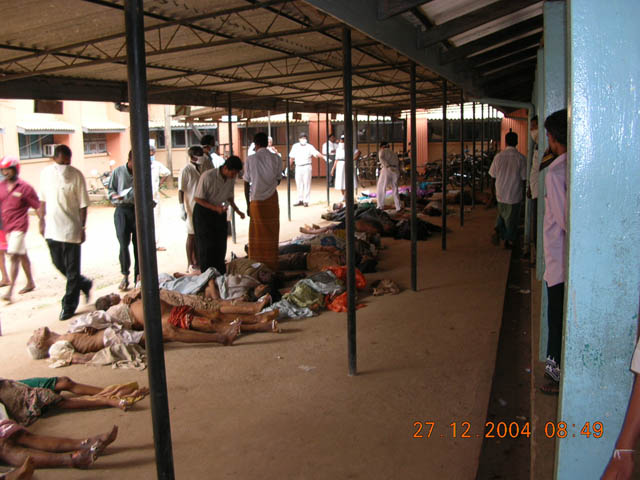
A szökőár áldozatait azonosítják
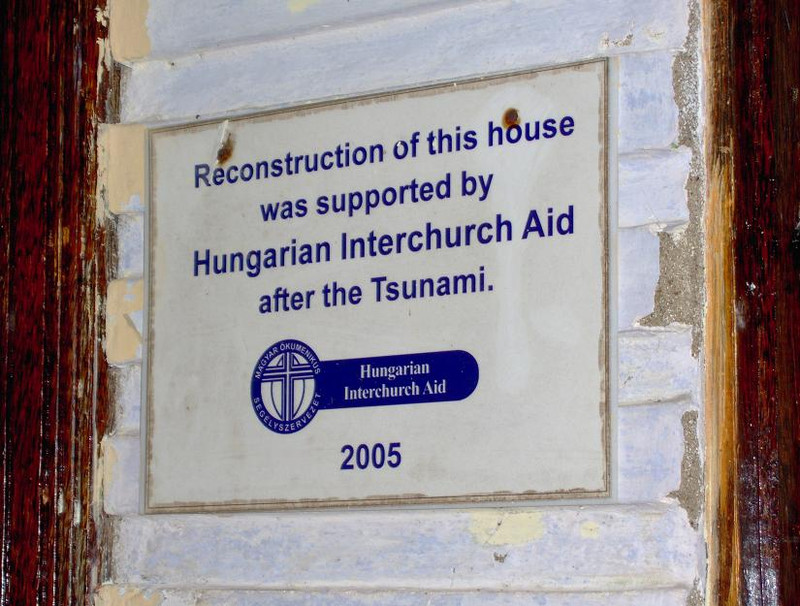
A Magyar Ökumenikus Segélyszervezet táblája egy házfalon
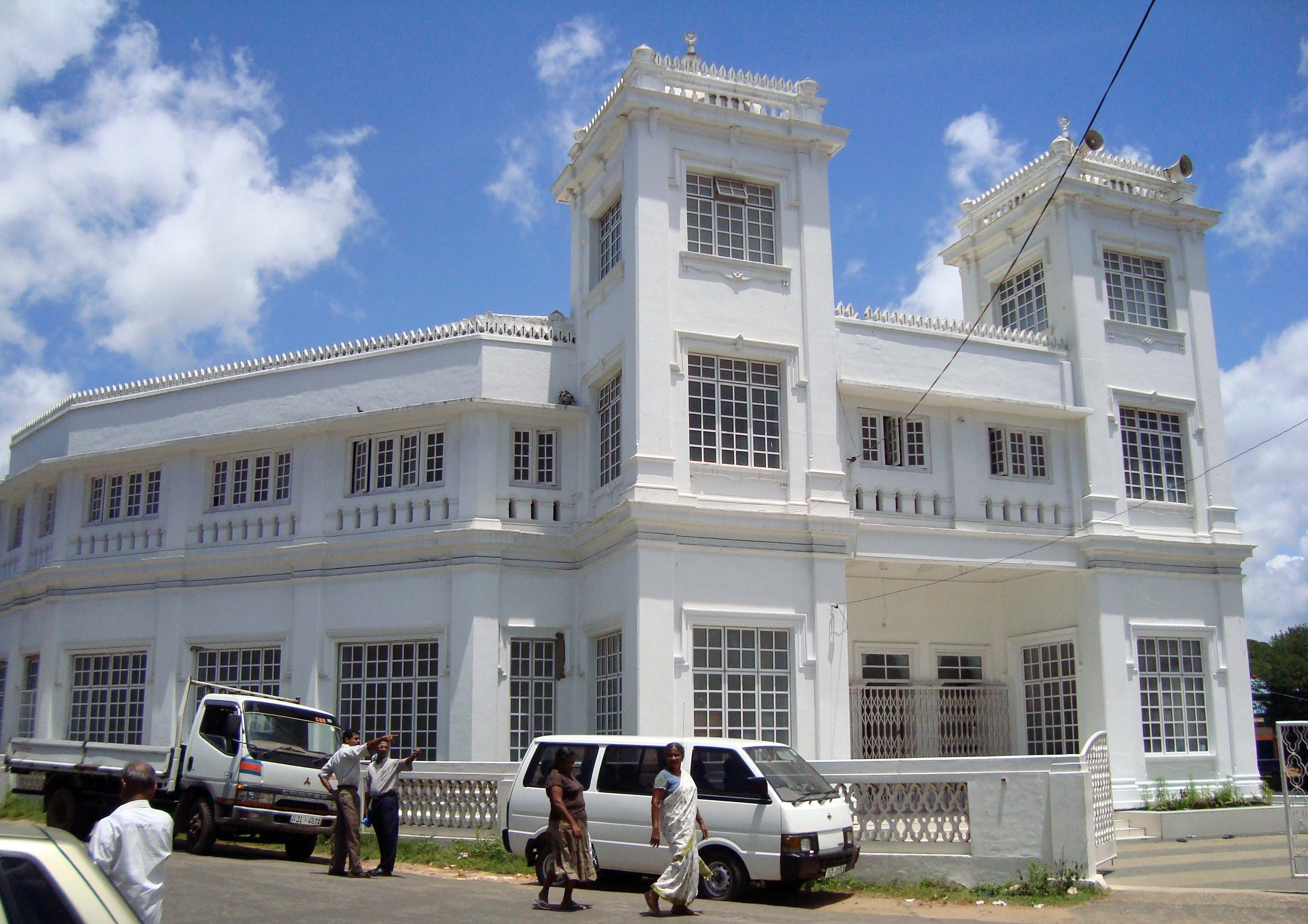
Egy mecset